# بخش پولتنی (شهرستان بلمونت، اوهایو)
بخش پولتنی (به انگلیسی: Pultney Township) یک منطقهٔ مسکونی در ایالات متحده آمریکا است که در شهرستان بلمون، اوهایو واقع شده‌است.
 بخش پولتنی ۶۷٫۵ کیلومتر مربع مساحت و ۸٬۷۹۵ نفر جمعیت دارد و ۲۴۷ متر بالاتر از سطح دریا واقع شده‌است.